# Peter Wylde
Peter Wylde (Boston, 30 de julio de 1965) es un jinete estadounidense que compitió en la modalidad de salto ecuestre.
Participó en los Juegos Olímpicos de Atenas 2004, obteniendo una medalla de oro en la prueba por equipos (junto con McLain Ward, Elizabeth Madden y Chris Kappler). Ganó una medalla de bronce en el Campeonato Mundial de Saltos Ecuestres de 2002 y dos medallas de plata en los Juegos Panamericanos de 1999.

## Palmarés internacional
| Juegos Olímpicos     | Juegos Olímpicos              | Juegos Olímpicos  | Juegos Olímpicos |
| Año                  | Lugar                         | Medalla           | Categoría        |
| -------------------- | ----------------------------- | ----------------- | ---------------- |
| 2004                 | Atenas (Grecia)               | Medalla de oro    | Por equipos      |
| Campeonato Mundial   |                               |                   |                  |
| Año                  | Lugar                         | Medalla           | Categoría        |
| 2002                 | Jerez de la Frontera (España) | Medalla de bronce | Individual       |
| Juegos Panamericanos |                               |                   |                  |
| Año                  | Lugar                         | Medalla           | Categoría        |
| 1999                 | Winnipeg (Canadá)             | Medalla de plata  | Individual       |
| 1999                 | Winnipeg (Canadá)             | Medalla de plata  | Por equipos      |